# Сазерна
Сазерна (Saserna; Sasernae) е когномен на римската фамилия Хостилии.
Известни с това име:
- Луций Хостилий Сазерна, магистър на Монетния двор 48 пр.н.е., брат на следващите
- Гай Хостилий Сазерна, служи с брат си Публий при Цезар в Африканската война 46 пр.н.е.
- Публий Хостилий Сазерна, служи с брат си Гай при Цезар в Африканската война против Метел Сципион през 46 пр.н.е.